# Макинтайр, Лиам
Лиам Джеймс Макинтайр (англ. Liam James McIntyre; род. 8 февраля 1982 года) — австралийский актёр, ставший известным благодаря роли Спартака в телесериалах «Спартак: Месть» и «Спартак: Война Проклятых» телеканала Starz. Он также снялся в фильме «Геракл: Начало легенды» и телесериале «Флэш».

## Биография
Родился 8 февраля 1982 года в Аделаиде.
Его первой работой в кино стал короткометражный фильм «Shotgun! [An Opening Sequence]» снятый в 2007 году в жанре криминальной комедии с элементами боевика, однако большой известности в тот период он не получил.
На счету Лиама Макинтайра шесть ролей в короткометражных фильмах, но определённую известность ему принесли роли в эпизодах сериалов «Соседи» и «На грани», а также роль Лью в мини-сериале «Тихий океан».
После того, как Энди Уитфилду в 2010 году поставили диагноз неходжкинской лимфомы (а позже и его смерти в 2011 году), Макинтайр заменил его в главной роли Спартака в последующих сезонах телесериала «Спартак: Кровь и песок». В 2014 году снялся в телевизионном фильме «Мёртвое поле».
В 2016 году Лиам стал прототипом главного героя в компьютерной игре «Gears of War 4». Игра имела коммерческий успех, было распродано более 2,81 миллиона копий по всему миру, а также получила положительные отзывы.
В 2017 году вышел фильм «Охранник» с его участием. В 2019 году вышла игра Star Wars Jedi: Fallen Order, где Лиам озвучил странника Тарона Маликоса. Игра оказалась крайне успешной, побив пару рекордов в первые недели: самый успешный релиз по «Звёздным войнам» в цифровых магазинах за первые две недели; самый успешный релиз игры по «Звёздным войнам» от EA на РС.
В настоящее время играет главную роль в австралийском медицинском сериале «Pulse», который выходит на канале ABC.

## Личная жизнь
В 2010 году стал встречаться с австралийской певицей и актрисой Эрин Хасан. В декабре 2012 года пара объявила о своей помолвке, а в январе 2014 года они поженились.
6 января 2017 года Макинтайр находился в аэропорту Форт-Лодердейл, когда произошла массовая стрельба. Он должен был находиться в Терминале 2 примерно в то же время, когда стрелок открыл огонь (примерно в 13:00), но решил покинуть его, чтобы попрощаться с женой.

## Фильмография
| Год  | Название                       | Оригинальное название          | Роль           | Примечания             |
| ---- | ------------------------------ | ------------------------------ | -------------- | ---------------------- |
| 2007 |                                | Shotgun! [An Opening Sequence] | Антонио        | короткометражный фильм |
| 2007 |                                | Fancy                          | Нигель         | короткометражный фильм |
| 2009 |                                | Anniversary                    | Гарри          | короткометражный фильм |
| 2009 |                                | Niflheim: Blood & Bullets      | Кристфер Браги |                        |
| 2010 |                                | Bottled Up                     | Брюс           | короткометражный фильм |
| 2010 | Радев                          | Radev                          | Ник Радев      | короткометражный фильм |
| 2010 |                                | A Bitter Sip of Life           | Ману           | короткометражный фильм |
| 2011 |                                | Ektopos                        | Саймон         |                        |
| 2014 | Геракл: Начало легенды         | The Legend of Hercules         | Сотирис        |                        |
| 2014 | Мёртвое поле                   | The Killing Field              | Дэн Уайлд      | ТВ-фильм               |
| 2015 | Дитя мечты                     | The Dream Children             | Люк Дилайни    |                        |
| 2017 | Альбион: Заколдованный жеребец | Albion: The Enchanted Stallion | Эремон         |                        |
| 2017 |                                | Apple of My Eye                | Джейсон Эндрюс |                        |
| 2017 | Охранник                       | Security                       | Вэнс           |                        |
| 2017 |                                | Troll Bridge                   | Плинк          | короткометражный фильм |
| 2019 | До скорой встречи              | See You Soon                   | Райан          | полнометражный фильм   |

| Год       | Название                       | Оригинальное название        | Роль                             | Примечания                                          |
| --------- | ------------------------------ | ---------------------------- | -------------------------------- | --------------------------------------------------- |
| 2010      | Тихий океан                    | The Pacific                  | Лью                              | эпизод: «Iwo Jima»                                  |
| 2010      | Соседи                         | Neighbours                   | Брэдли Хьюсон                    | эпизод: 1.5917                                      |
| 2010      | На грани                       | Rush                         | сержант Мэтт Коннор              | эпизоды 3.8 и 3.16                                  |
| 2012      | Спартак: Месть                 | Spartacus: Vengeance         | Спартак                          | 10 эпизодов                                         |
| 2013      | Спартак: Война проклятых       | Spartacus: War of the Damned | Спартак                          | 10 эпизодов                                         |
| 2014      | Изумление Окленда              | Auckland Daze                | Лиам                             | эпизоды 2.5 и 2.6                                   |
| 2014-2016 | Флэш                           | The Flash                    | Марк Мардон / Погодный Волшебник | 4 эпизода                                           |
| 2015      |                                | Unveiled                     | Майкл Хантер                     | неизданный эпизод                                   |
| 2016      | Волшебники зелёного континента | The Wizards of Aus           | Бронло Истребитель               | эпизоды: «Canvassing», «Molten Gelatinous Sex Ball» |
| 2017      | Пульс                          | Pulse                        | доктор Эли Надер                 |                                                     |
| 2021      | Они                            | Them                         | Кларк Уэнделл                    | приглашённый актёр                                  |

| Год  | Название                             | Оригинальное название        | Роль           | Примечания                |
| ---- | ------------------------------------ | ---------------------------- | -------------- | ------------------------- |
| 2016 | Gears of War 4                       | Gears of War 4               | Джей Ди Феникс | голос                     |
| 2019 | Звездные войны. Джедаи: Павший Орден | Star Wars Jedi: Fallen Order | Тарон Маликос  | Загадочный странник, Босс |